# Neuwiesenbach (Hensbach)
Der Neuwiesenbach oder Neuwiesengraben ist ein rechter Zufluss des Hensbachs in Aschaffenburg in Bayern.

## Einzelnachweise

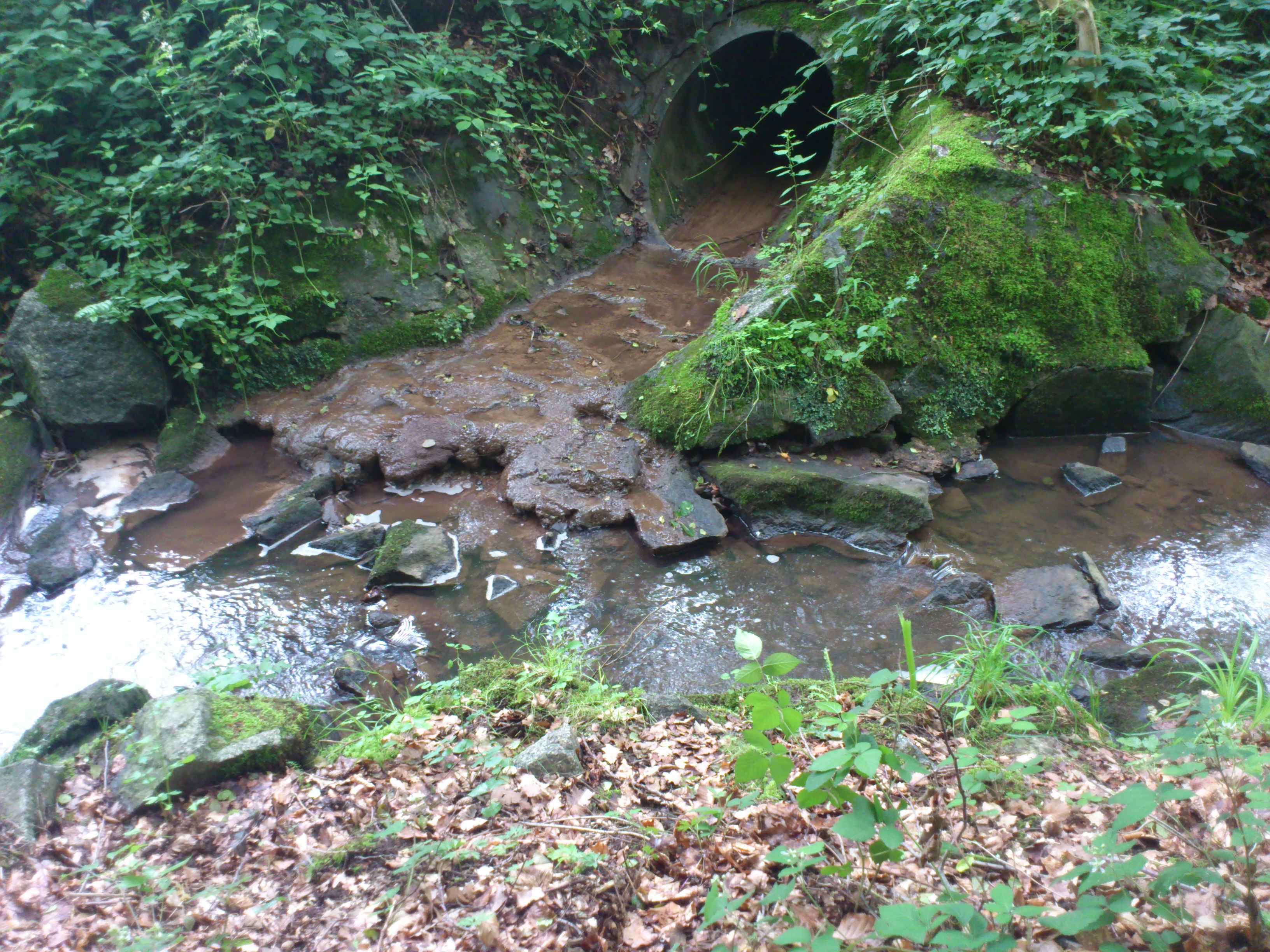
Der Neuwiesenbach (Rohr hinten) mündet in den Hensbach (von rechts nach links)

## Verlauf
Der Neuwiesenbach entspringt südwestlich von Grünmorsbach am Elterberg (281 m). Er verläuft in südwestliche Richtung und mündet am Ortsrand von Gailbach in den Hensbach.